# Władysław Krajewski (lekarz sportowy)

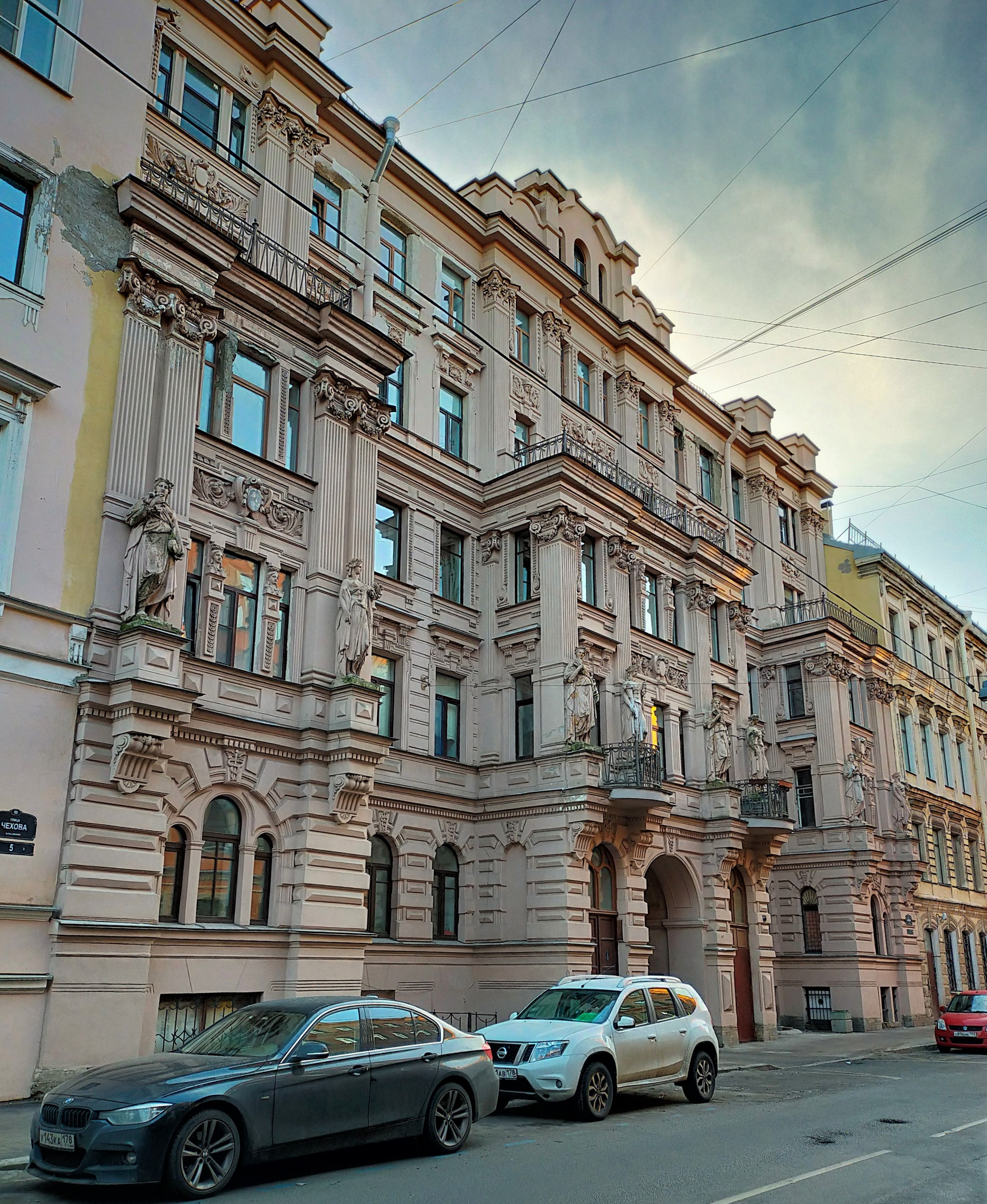
Gabinet Władysława Krajewskiego w Petersburgu

Władysław Franciszek Krajewski (ur. 29 lipca 1841 w Warszawie, zm. 1 marca 1901 w Petersburgu) – polski lekarz sportowy.

## Życiorys
Krajewski pochodził z rodziny szlacheckiej i był absolwentem wydziału lekarskiego Uniwersytetu Warszawskiego.
Po 1865 roku przeniósł się do Cesarstwa Rosyjskiego, gdzie początkowo pracował jako zwykły lekarz i pomagał w opanowaniu szalejącej wówczas epidemii cholery w Petersburgu. Dzięki swoim sukcesom Krajewski w 1870 roku przez władze rosyjskie został mianowany oficerem medycznym.
W latach od 1876 do 1880 Krajewski odbył kilka podróży po młodej jeszcze Rzeszy Niemieckiej, podczas których poznał licznych zwolenników kulturystyki. Po powrocie do Petersburga Krajewski zainicjował w 1885 roku utworzenie Towarzystwa Przyjaciół Atletyki (Ккружок Любителей Aтлетики), a w 1897 roku założył Petersburski Klub Atletyki i Kolarstwa (Санкт Петербургский Aтлетический и Велосипедный Клуб), którego patronem i prezesem był Włodzimierz Romanow i który organizował zawody w podnoszeniu ciężarów, zapasach i kolarstwie.
We własnej pracowni przy ulicy Czehowej w Petersburgu, która stała się miejscem pielgrzymek sportowców z całej Europy, Krajewski propagował przede wszystkim trening funkcjonalny. Opracował liczne metody treningowe dla tak zwanej atletyki ciężkiej, skupiające się na wzmacnianiu mięśni pleców i nóg oraz spopularyzował girię. Opracował kilka standardowych ćwiczeń, które są stosowane do dziś w zawodach kettlebell. Do jego najsłynniejszych uczniów należeli sportowcy Georg Lurich i Władysław Pytlasiński. Krajewski był także przez lata trenerem Georga Hackenschmidta i towarzyszył mu na turniejach międzynarodowych.
Krajewski zmarł na udar mózgu w wieku zaledwie 60 lat.
Ogólnopolskie zawody kettlebell nazwano jego imieniem.